# Mei 2014
Dit artikel geeft een chronologisch overzicht van de belangrijkste gebeurtenissen per dag van de maand mei in het jaar 2014.

## Gebeurtenissen

### 2 mei
- Minstens 350 mensen komen om en meer dan 2000 mensen worden vermist na een modderstroom, veroorzaakt door het aanhoudende noodweer, in het bergdorp Hobo Barik in de Afghaanse provincie Badachsjan. Gevreesd wordt dat alle vermisten zijn omgekomen.
- Bij gevechten tussen Oekraïens-nationalistische groepen, onder wie voetbalsupporters, en pro-Russische demonstranten in Odessa komen 40 personen om het leven.

### 3 mei
- In de Somalische hoofdstad Mogadishu vallen minstens zeven doden bij een bomaanslag, die opgeëist wordt door de extremistische groepering Al-Shabaab.
- Roda JC Kerkrade degradeert voor het eerst in de clubhistorie naar de Eerste Divisie. Het wint uit van Go Ahead Eagles met 0-1, maar omdat N.E.C. gelijkspeelt tegen Ajax (2-2) is Roda gedegradeerd. Hierdoor is voor het eerst in de geschiedenis van de Eredivisie geen enkele club uit Limburg actief op het hoogste niveau.

### 5 mei
- Rond de Oost-Oekraïense stad Slovjansk breken gevechten uit tussen regeringstroepen en pro-Russische milities. Daarbij worden vier officieren van het regeringsleger gedood en raken dertig soldaten gewond. Ook onder de burgerbevolking zijn er slachtoffers.
- Twee boten met migranten zinken in de buurt van het Griekse eiland Samos, in de Egeïsche Zee. Daarbij komen zeker 22 opvarenden om.
- Mark Selby wint het WK snooker voor de eerste keer in zijn carrière. In de finale is hij met 18-14 te sterk voor vijfvoudig winnaar Ronnie O'Sullivan.

### 7 mei
- Het Syrische regeringsleger verovert de belangrijke stad Homs op de rebellen in de Syrische Burgeroorlog.

### 8 mei
- Een Saudische rechtbank veroordeelt blogger Raif Badawi tot duizend zweepslagen, tien jaar celstraf en een geldboete wegens het beledigen van de islam.

### 10 mei
- Oostenrijk wint het 59e Eurovisiesongfestival met Conchita Wurst en het lied Rise Like a Phoenix. Nederland wordt tweede met het lied Calm after the storm van de The Common Linnets, de hoogst behaalde uitslag sinds 1975.
- Viktor Orbán wordt door het Hongaarse parlement herkozen als premier.

### 11 mei
- In Oost-Oekraïne, meer bepaald in de regio's Donetsk en Loehansk, wordt door de Russischtalige meerderheid een referendum georganiseerd  voor of tegen een afsplitsing van Oekraïne. Separatisten in Donetsk verklaren zich onafhankelijk. De Oekraïense regering, de Verenigde Staten en de Europese Unie beschouwen de volksraadpleging als onwettig.
- N.E.C. degradeert voor het eerst in twintig jaar naar de Eerste Divisie. De club uit Nijmegen verloor thuis met 1-3 van Sparta nadat het eerder in Rotterdam al met 1-0 had verloren.

### 13 mei
- Bij een mijnramp in Soma (Turkije) vallen minstens 301 doden.

### 14 mei
- De poort van het concentratiekamp Buchenwald wordt na een restauratie teruggeplaatst, in de oorspronkelijke kleuren: wit met in het rood de tekst Jedem das Seine.

### 15 mei
- De Balkan kampt met de ergste overstromingen in 120 jaar. Tienduizenden mensen worden in Bosnië en Servië geëvacueerd.
- Argentijnse onderzoekers melden de vondst van fossiele resten van de Leinkupal laticauda, een tot nog toe onbekende soort Diplodocus uit het vroege Krijt. Voorheen nam men aan dat de Diplodocus in die periode al uitgestorven was.
- Bij een bomaanslag aan de grensovergang Bab al-Salam op de Turks-Syrische grens komen minstens 43 mensen om het leven.

### 16 mei

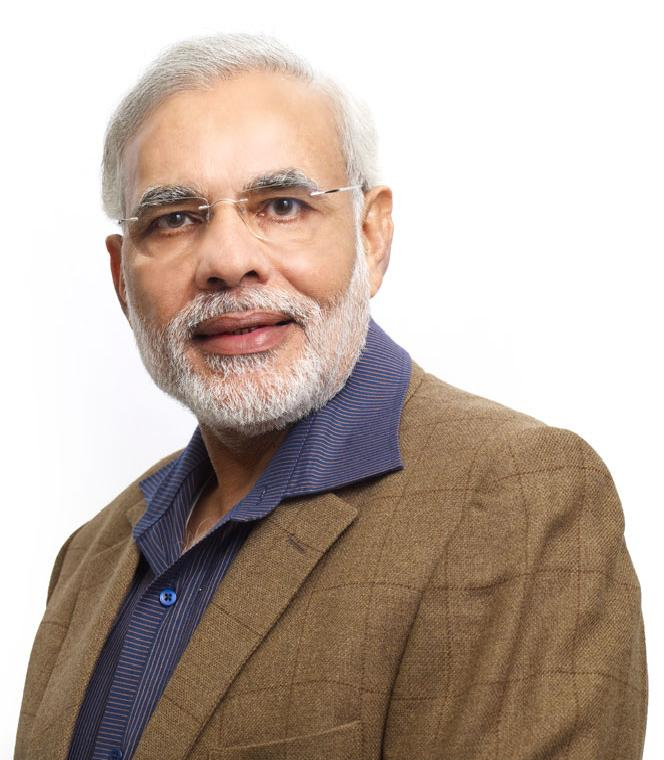
Narendra Modi

- De verkiezingsresultaten in India zorgen voor het slechtste resultaat ooit voor de regerende Congrespartij. De winnaar is de hindoenationalistische Bharatiya Janata-partij (BJP), die een absolute meerderheid haalt. Als gevolg hiervan wordt Narendra Modi minister-president van India.

### 18 mei
- FC Dordrecht en Excelsior promoveren naar de Eredivisie door Sparta Rotterdam en RKC Waalwijk over twee wedstrijden te verslaan in de laatste ronde van de play-offs. Daardoor degradeert RKC Waalwijk naar de Eerste divisie.

### 19 mei
- De Belgische veldrijder Niels Albert maakt bekend dat hij wegens hartritmestoornissen een einde maakt aan zijn carrière.
- In Irak wint de alliantie van premier Nouri Maliki de parlementsverkiezingen.

### 20 mei
- In Thailand wordt de staat van beleg afgekondigd. Het leger grijpt in bij demonstraties voor en tegen de regering van voormalig premier Yingluck Shinawatra, maar ontkent dat het een staatsgreep heeft gepleegd of dat van plan is.

### 21 mei
- Rusland sluit met China een aardgasakkoord ter waarde van 300 miljard euro, zodat Rusland de komende drie decennia jaarlijks 38 miljard kubieke meter gas gaat leveren aan China via een pijpleiding in Siberië.

### 22 mei
- De Nederlandse darter Raymond van Barneveld wint de Premier League Darts 2014 door in de finale met 10-6 te winnen van zijn landgenoot Michael van Gerwen.
- In Thailand pleegt het leger een staatsgreep. Er wordt een avondklok afgekondigd.

### 23 mei
- Een zware aardbeving met een kracht van 7,2 op de schaal van Richter treft het noordoosten van Griekenland.

### 24 mei
- Real Madrid wint de Champions League voor de tiende keer in haar bestaan.
- Vier mensen worden neergeschoten bij een schietpartij aan het Joods Museum aan de Zavel in de Belgische hoofdstad Brussel. Drie van hen overlijden ter plekke, het vierde slachtoffer vecht voor zijn leven.
- De Turkse film Winter Sleep van regisseur Nuri Bilge Ceylan wint de Gouden Palm op het Filmfestival van Cannes.
- Jacob Zuma legt in Pretoria de eed af voor een tweede ambtstermijn als president van Zuid-Afrika.

### 25 mei
- De Belgische regionale en federale verkiezingen draaien in Vlaanderen uit op een enorme overwinning voor N-VA. Het Vlaams Belang levert fors in. In Wallonië blijft de PS nipt de grootste partij voor de MR.

### 26 mei
- Bij gevechten tussen pro-Russische separatisten en het Oekraïense leger om de controle van het vliegveld van Donetsk vallen minstens vijftig doden en tientallen gewonden.

### 28 mei
- Het Amerikaanse bedrijf Apple maakt bekend dat het Beats Electronics, het bedrijf van rapper-producer Dr. Dre, overneemt voor 3 miljard dollar.

### 29 mei
- De oud-Sovjetstaten Rusland, Wit-Rusland en Kazachstan gaan akkoord met de oprichting van een Euraziatische Unie op 1 januari 2015.

### 30 mei
- Een sterke aardbeving met een kracht van 6,1 op de schaal van Richter treft het zuidwesten van China.

### 31 mei
- De Zuid-Koreaanse sopraan Sumi Hwang wint de Koningin Elisabethwedstrijd voor zang. De Belgische Jodie Devos eindigt op de tweede plaats.
- Ziyu He wint namens Oostenrijk het 17de Eurovision Young Musicians.

## Overleden
<< · januari · februari · maart · april · mei · juni · juli · augustus · september · oktober · november · december · >>